# Cucudeta gahavisuka
Cucudeta gahavisuka är en spindelart som beskrevs av Maddison 2009. Cucudeta gahavisuka ingår i släktet Cucudeta och familjen hoppspindlar. Inga underarter finns listade i Catalogue of Life.